# Earl av Clarendon
Earl av Clarendon (engelska: Earl of Clarendon) är en engelsk adelstitel inom familjerna Hyde och Villiers. Alla earler av Clarendon har också innehaft baronvärdigheten Hyde; därför tituleras earlens äldste son Lord Hyde under faderns livstid. Titeln Earl av Clarendon kan syfta på:
- Edward Hyde, 1:e earl av Clarendon (1609–1674)
- Henry Hyde, 2:e earl av Clarendon (1638-1709)
- Edward Hyde, 3:e earl av Clarendon (1661–1723)
- Henry Hyde, 4:e earl av Clarendon (1672–1753)
- Thomas Villiers, 1:e earl av Clarendon (1709–1786)
- Thomas Villiers, 2:e earl av Clarendon (1753–1824)
- John Villiers, 3:e earl av Clarendon (1757–1838)
- George Villiers, 4:e earl av Clarendon (1800–1870)
- Edward Villiers, 5:e earl av Clarendon (1846–1914)
- George Villiers, 6:e earl av Clarendon (1877–1955)
- Laurence Villiers, 7:e earl av Clarendon (1933-2009)
- George Villiers, 8:e earl av Clarendon (född 1976)